# Strotheria
Strotheria là một chi thực vật có hoa trong họ Cúc (Asteraceae).

## Loài
Chi Strotheria gồm các loài: